# Chašbátaryn Cagánbátar
Chašbátaryn Cagánbátar (mongolsky Х. Цагаанбаатар) nebo Cagánbátar Chašbátar (mongolsky Цагаанбаатар Хашбаатар), (* 19. březen 1984 Mongolsko) je reprezentant Mongolska v judu. Je olympijským medailistou z roku 2004.

## Sportovní kariéra
Vyrůstal na severu Mongolska, kde jeho rodina kočovala po rozsáhlém území. Do školy chodil v Darchanu, kde se v roce 1995 seznámil s bojovými uměními (sambo). Jako nomádské dítě od mala jezdil na koni a zápasil (tradiční mongolský zápas zvaný Böch). S judem se seznámil až později, když šel do Ulánbátaru studovat vysokou školu. Brzy se dostal do reprezentačního výběru díky svým fyzickým předpokladům - extrémně silné nohy a záda. Je složité o něm mluvit jako o judistovi, protože ani potom, co se změnila pravidla v roce 2010, se judo pořádně nenaučil. Těží ze zápasnických chvatů prováděných blízko u těla a boji na zemi (ne-waza). V posledních letech však doplácí na svůj nestandardní levý úchop, který ISU rok co rok pravidly omezuje.
Cagánbátarův přínos pro mongolské judo leží v jiné úrovni. Judo nebylo v Mongolsku na počátku tisíciletí tak populární jako dnes a on se snad nejvíc přičinil k jeho explozi ziskem bronzové medaile na olympijských hrách v Athénách v roce 2004. I když jeho výsledky leží na sinusoidě tak se těší v zemi obrovské popularitě a je vyhledávaným cílem objektivů fotoaparátů a kamer. Jeho další dvě účasti na olympijských hrách v roce 2008 a 2012 skončily rozčarováním.
Jeho manželkou je stříbrná olympijská medailistka z Pekingu Otrjadyn Gündegmá

## Výsledky
| Olympijské hry    |     |    | 3. |     |    |    | úč. |    |    |     | úč. |     |   |  |  |  |  |  |  |  |  |
| Mistrovství světa |     | —  |    | úč. |    | 5. |     | 1. | 3. | úč. |     | úč. | — |  |  |  |  |  |  |  |  |
| Asijské hry       | —   |    |    |     | 1. |    |     |    | 7. |     |     |     | — |  |  |  |  |  |  |  |  |
| Mistrovství Asie  |     | 1. | 3. | 1.  |    | 2. | 2.  | —  |    | 2.  | —   | —   |   |  |  |  |  |  |  |  |  |
| MS juniorů        | úč. |    |    |     |    |    |     |    |    |     |     |     |   |  |  |  |  |  |  |  |  |